# Panamerikanische Spiele 2019/Leichtathletik – 100 m der Männer

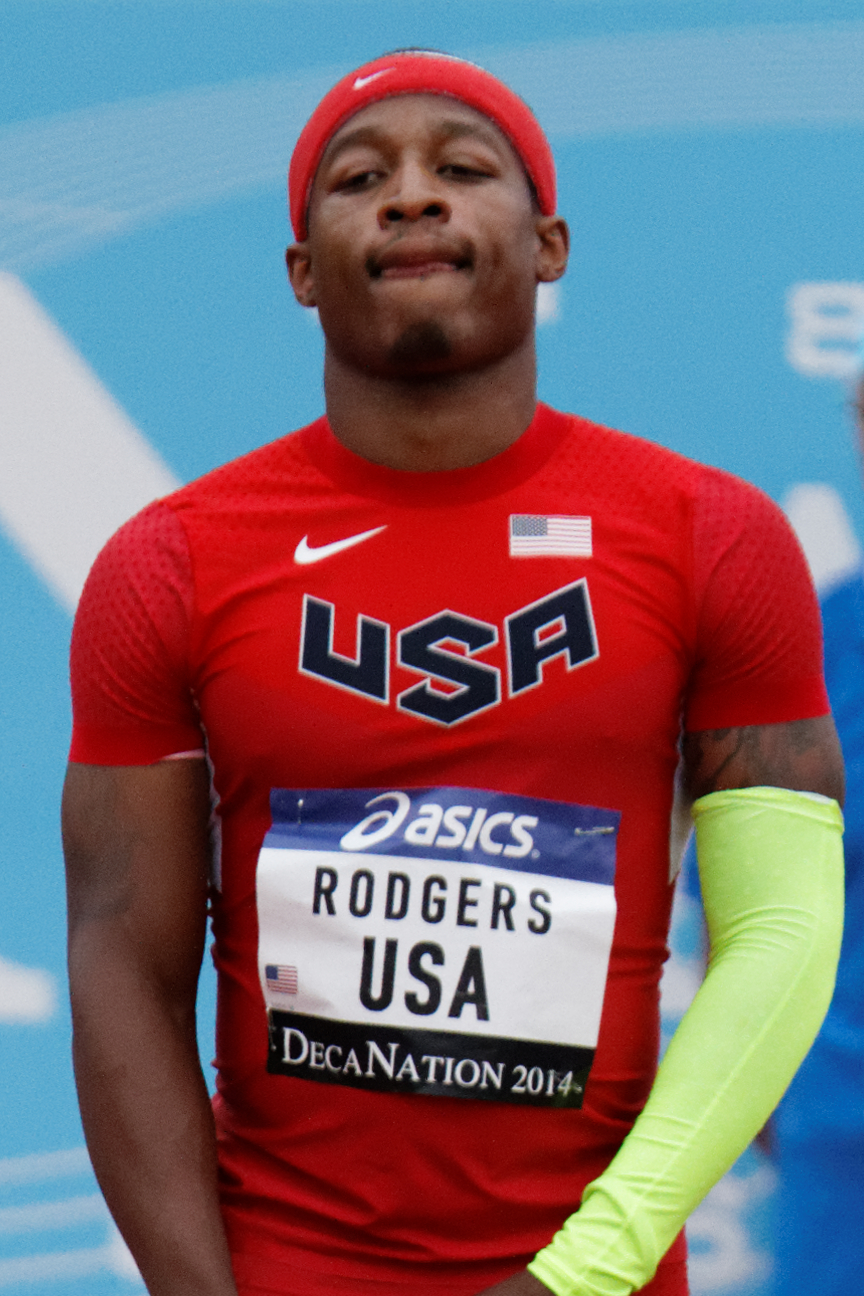
Sieger Mike Rodgers (2014)

Der 100-Meter-Lauf der Männer bei den Panamerikanischen Spielen 2019 fand am 6. und 7. August im Villa Deportiva Nacional in der peruanischen Hauptstadt Lima statt.
24 Läufer aus 16 verschiedenen Ländern traten zu den Läufen an. Die Goldmedaille gewann Mike Rodgers nach 10,09 s, Silber ging an Paulo André de Oliveira mit 10,16 s und die Bronzemedaille gewann Cejhae Greene mit 10,23 s.

## Rekorde
Vor dem Wettbewerb galten folgende Rekorde:
| Weltrekord        | Usain Bolt  | 9,58 s  | Weltmeisterschaften in Berlin, Deutschland     | 16. August 2009  |
| Rekord der Spiele | Kim Collins | 10,00 s | Panamerikanische Spiele in Guadelajara, Mexiko | 24. Oktober 2011 |

## Halbfinale
Aus den drei Halbfinalläufen qualifizierten sich die jeweils zwei Ersten jedes Laufes – hellblau unterlegt – und zusätzlich die zwei Zeitschnellsten – hellgrün unterlegt – für das Finale.

### Lauf 1
6. August 2019, 15:35 Uhr

Wind: +0,3 m/s
| Platz | Bahn | Athletin         | Land                | Zeit (s) |
| ----- | ---- | ---------------- | ------------------- | -------- |
| 1     | 2    | Cejhae Greene    | Antigua und Barbuda | 10,31    |
| 2     | 9    | Cravon Gillespie | Vereinigte Staaten  | 10,32    |
| 3     | 5    | Jason Rogers     | St. Kitts und Nevis | 10,36    |
| 4     | 3    | Keston Bledman   | Trinidad und Tobago | 10,40    |
| 5     | 7    | Oshane Bailey    | Jamaika             | 10,43    |
| 6     | 4    | Reynier Mena     | Kuba                | 10,43    |
| 7     | 8    | Jhonny Rentería  | Kolumbien           | 10,43    |
| 8     | 6    | Mobolade Ajomale | Kanada              | 10,54    |

### Lauf 2
6. August 2019, 15:43 Uhr

Wind: +0,3 m/s
| Platz | Bahn | Athletin              | Land                    | Zeit (s) |
| ----- | ---- | --------------------- | ----------------------- | -------- |
| 1     | 4    | Rodrigo do Nascimento | Brasilien               | 10,27    |
| 2     | 2    | Mike Rodgers          | Vereinigte Staaten      | 10,29    |
| 3     | 8    | Kemar Hyman           | Cayman Islands          | 10,44    |
| 4     | 3    | Emanuel Archibald     | Guyana                  | 10,60    |
| 5     | 5    | Mayovanex De Oleo     | Dominikanische Republik | 10,61    |
| 6     | 9    | Warren Fraser         | Bahamas                 | 10,82    |
| 7     | 6    | Enrique Polanco       | Chile                   | 10,69    |
|       | 7    | Harlyn Angel          | Kuba                    | DSQ 1    |

### Lauf 3
6. August 2019, 15:51 Uhr

Wind: −0,3 m/s
| Platz | Bahn | Athletin                | Land                    | Zeit (s) |
| ----- | ---- | ----------------------- | ----------------------- | -------- |
| 1     | 3    | Paulo André de Oliveira | Brasilien               | 10,29    |
| 2     | 6    | Rasheed Dwyer           | Jamaika                 | 10,32    |
| 3     | 9    | Gavin Smellie           | Kanada                  | 10,43    |
| 4     | 5    | Mario Burke             | Barbados                | 10,48    |
| 5     | 4    | Christopher Valdez      | Dominikanische Republik | 10,51    |
| 6     | 2    | Akanni Hislop           | Trinidad und Tobago     | 10,80    |
| 7     | 7    | Diego Palomeque         | Kolumbien               | 10,65    |
| 8     | 8    | Andy Martínez           | Peru                    | 10,81    |

## Finale
7. August 2019, 16:52 Uhr

Wind: −0,5 m/s
| Platz | Bahn | Athletin                | Land                | Zeit (s) |
| ----- | ---- | ----------------------- | ------------------- | -------- |
|       | 7    | Mike Rodgers            | Vereinigte Staaten  | 10,09    |
|       | 5    | Paulo André de Oliveira | Brasilien           | 10,16    |
|       | 6    | Cejhae Greene           | Antigua und Barbuda | 10,23    |
| 4     | 4    | Rodrigo do Nascimento   | Brasilien           | 10,27    |
| 5     | 8    | Rasheed Dwyer           | Jamaika             | 10,32    |
| 6     | 9    | Cravon Gillespie        | Vereinigte Staaten  | 10,38    |
| 7     | 2    | Jason Rogers            | St. Kitts und Nevis | 10,40    |
| 8     | 3    | Keston Bledman          | Trinidad und Tobago | 10,43    |